# チェチェン・イチケリア共和国大統領
チェチェン・イチケリア共和国大統領（チェチェン・イチケリアきょうわこくだいとうりょう）は、チェチェン分離独立派が独立国家であると自称する国際的に未承認のチェチェン・イチケリア共和国の国家元首。

## 概要
チェチェン・イチケリア共和国は、初代大統領ジョハル・ドゥダエフの一方的なソビエト連邦からの独立と建国宣言により建国されたが、これを阻止しようとするロシア連邦政府との間で勃発したのが第一次チェチェン紛争である。同国大統領は、ロシア連邦構成主体のチェチェン共和国を事実上の領土として統治していたが、第二次チェチェン紛争中の2000年に首都としていたグロズヌイがロシア連邦軍により陥落させられ、ロシア連邦政府主導でチェチェン共和国大統領が擁立されたことで、それ以降は国家の統治者としての実体を失い､チェチェン・ゲリラ組織の指導者としてロシアに追われる立場になった。その結果、第二次チェチェン紛争終結までに4人の大統領がロシア当局により暗殺されている。大統領死亡時は副大統領が大統領職を継承した。
2007年、第5代大統領ドク・ウマロフは北カフカースの広域を支配するカフカース首長国の建国とその首長（アミール）への即位を一方的に宣言。チェチェンを北カフカースの一地方（ウィラーヤ）である「Noxçiyçö-Içkeriya」へと改称してチェチェン・イチケリア共和国と同共和国大統領を廃した。チェチェン独立派の中には彼に従わずに穏健な独立を目指すアフメド・ザカエフのような者もおり、ザカエフは2003年からイギリスに政治亡命してチェチェン独立のための政治活動を行っている。一方ロシア連邦政府はザカエフを「テロ容疑者」だとして国際指名手配しておりロシアへの引渡しを求めている。

## 歴代大統領
| 代 | 肖像 | 氏名                               | 任期          | 任期           | 所属政党       | 備考                                                                                  |
| 代 | 肖像 | 氏名                               | 就任日        | 退任日         | 所属政党       | 備考                                                                                  |
| -- | ---- | ---------------------------------- | ------------- | -------------- | -------------- | ------------------------------------------------------------------------------------- |
| 1  |      | ジョハル・ドゥダエフ               | 1991年11月9日 | 1996年4月21日  | 無所属         | ロシア空軍により爆殺。                                                                |
| 2  |      | ゼリムハン・ヤンダルビエフ         | 1996年4月21日 | 1997年2月12日  | バイナフ民主党 | 2003年2月、ロシア情報機関員により暗殺。                                               |
| 3  |      | アスラン・マスハドフ               | 1997年2月12日 | 2005年3月8日   | 国家独立党     | FSB特殊部隊により殺害。                                                               |
| 4  |      | アブドゥル＝ハリーム・サドゥラエフ | 2005年3月9日  | 2006年6月17日  | 無所属         | FSB特殊部隊により殺害。                                                               |
| 5  |      | ドク・ウマロフ                     | 2006年6月17日 | 2007年10月11日 | 無所属         | 2007年10月にカフカース首長国の建国を宣言し初代アミールに就任。2014年にFSBにより殺害。 |